# Powiat Friedeberg Nm.

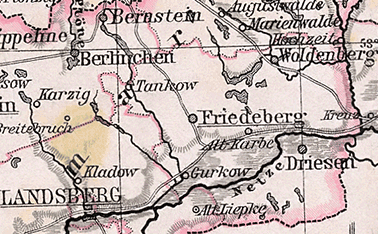
Mapa powiatu z 1905 r.

Powiat Friedeberg Neumark (Powiat Friedeberg Nm.), niem. Landkreis Friedeberg Neumark (Landkreis Friedeberg Nm.), Kreis Friedeberg Neumark (Kreis Friedeberg Nm.); przekładając na język polski powiat Friedeberg w Nowej Marchii – dawny powiat na terenie, kolejno: Królestwa Prus, Cesarstwa Niemieckiego, tzw. Republiki Weimarskiej oraz tzw. III Rzeszy.  Do 1938 należał do rejencji rejencji frankfurckiej, w prowincji Brandenburgia. Od 1938 roku do rejencji pilskiej, w prowincji Pomorze. Siedzibą władz powiatu było miasto Friedeberg Nm. Powiat istniał od 1816 do 1945 roku. Obszar leży od 1945 roku w Polsce, od 1999 r. w województwie lubuskim, w powiecie strzelecko-drezdeneckim.
W 1939 roku powiat zamieszkiwało 51772 osób, z czego 49052 ewangelików, 1826 katolików, 268 pozostałych chrześcijan i 43 żydów.
Na terenie powiatu znajdowały się trzy miasta:
- Driesen (Drezdenko) 5675 mieszkańców[1],
- Friedeberg (Strzelce Krajeńskie) 5923 mieszkańców[1], siedziba powiatu,
- Woldenberg (Dobiegniew) 5344 mieszkańców[1].

oraz 71 gmin i dwa majątki junkierskie.